# Emmelia nubilata
Emmelia nubilata is een vlinder van de familie van de uilen (Noctuidae). De wetenschappelijke naam van deze soort is voor het eerst voorgesteld als Tarache nubilata door George Francis Hampson in een publicatie uit 1902.

## Verspreiding
De soort komt voor in Zuid-Afrika.

## Waardplanten
De rups leeft op Dombeya cymosa (Malvaceae).